# Penstemon retrorsus
Penstemon retrorsus är en grobladsväxtart som beskrevs av Edwin Blake Payson. Penstemon retrorsus ingår i släktet penstemoner, och familjen grobladsväxter. Inga underarter finns listade i Catalogue of Life.